# فرد كيلي
فرد كيلي (بالإنجليزية: Fred Keeley)‏ هو سياسي أمريكي، ولد في 9 مايو 1950 في ساكرامنتو في الولايات المتحدة. حزبياً، نشط في الحزب الديمقراطي. وقد انتخب عضو جمعية ولاية كاليفورنيا.